# Кашниц, Мария Луиза
Мария Луиза Кашниц (нем. Marie Luise Freifrau Kaschnitz von Weinberg; 31 января 1901[…], Карлсруэ — 10 октября 1974[…], Рим) — немецкий новеллист, прозаик, эссеист и поэт. Считается одним из ведущих послевоенных немецких поэтов

## Биография
Родилась в Карлсруэ в 1901 году, в дворянской семье. Изучала книготорговое дело в Веймаре и Мюнхене (1922—1924 годы), работала в сфере книготорговли. Вышла замуж за археолога Гвидо фон Кашниц-Вайнберга (в 1925 году, и ездила с ним в археологические экспедиции).
Её первые рассказы, которые были вдохновлены событиями из жизни и дополнены личными воспоминаниями, получали положительные отзывы среди критиков. Эти рассказы были собраны в её первых сборниках Орте и Engelsbrücke. Рассказы отличались вдумчивостью изложения, а не насыщенностью событиями, часто описывая определённые этапы жизни женщины или её отношений. Главным сборником рассказов автора является — Lange Schatten («Длинные тени»).
Её послевоенный сборник эссе Menschen und Dinge (1945) обрел большую популярность в Германии. Поэзия Кашниц посвящена войне и раннем послевоенным годам, часто выражала печаль по мирному прошлому, но при этом вселяла надежду на будущее. Сборник Dein Schweigen — meine Stimme посвящена её чувствам после смерти мужа. После 1960 года она оказалась под влиянием Пабло Неруды.
Преподавала поэтику в университете Франкфурта. Являлась членом ПЕН-клуба. Получила множество наград, включая премии Георга Бюхнера в 1955 году и премию Росвиты в 1973 году.
Скончалась в возрасте 73 лет в Риме. В её честь названа литературная премия.

## Произведения
- Liebe beginnt (1988) — роман
- Elissa (1988) — роман
- Griechische Mythen (1988) — мифы
- Menschen und Dinge 1988. Zwölf Essays (1988) — эссе
- Gedichte (1947) — поэзия
- Totentanz und Gedichte zur Zeit (1947) — пьеса и поэзия
- Gustave Courbet. Roman eines Malerlebens (also: Die Wahrheit, nicht der Traum) (1950) — роман
- Zukunftsmusik (1950) — поэзия
- Ewige Stadt (1952) — поэзия о Риме
- Das dicke Kind (1952) — рассказ
- Engelsbrücke. Römische Betrachtungen (1955) — размышления
- Das Haus der Kindheit (1956) — роман
- Der Zöllner Matthäus (1956) — радио представление (сценарий)
- Lange Schatten (1960) — рассказ
- Ein Gartenfest (1961) — радио представление (сценарий)
- Dein Schweigen — meine Stimme (1962) — поэзия
- Hörspiele (1962) — радио спектакль
- Einer von zweien (1962)
- Wohin denn ich : Aufzeichnungen (1963) — размышления
- Überallnie (1965) — поэзия
- Ein Wort weiter (1965) — поэзия
- Ferngespräche (1966) — рассказ
- Beschreibung eines Dorfes (1966) — роман
- Tage, Tage, Jahre (1968) — размышления
- Vogel Rock. Unheimliche Geschichten (1969) — истории
- Steht noch dahin (1970) — автобиографические размышления
- Zwischen Immer und Nie. Gestalten und Themen der Dichtung (1971) — эссе о поэзии
- Gespräche im All (1971) — радио пьеса
- Eisbären (1972) — избранные рассказы
- Kein Zauberspruch (1972) — поэзия 1962—1972 годов
- Gesang vom Menschenleben (1974) — поэзия
- Florens. Eichendorffs Jugend (1974)
- Der alte Garten. Ein modernes Märchen (1975)
- Orte (1975) — автобиографические размышления
- Die drei Wanderer (1980) — баллада
- Jennifers Träume. Unheimliche Geschichten (1984) — рассказ
- Notizen der Hoffnung (1984) — эссе
- Orte und Menschen (1986) — размышления, посмертно
- Menschen und Dinge (1986) — размышления, посмертно
- Liebesgeschichten (ed. E. Borchers) (1986) — любовные истории
- Tagebücher aus den Jahren 1936—1966 (2000) — дневники